# Idunella
Idunella ist eine Gattung aus der Familie Liljeborgiidae in der Ordnung der Flohkrebse.

## Merkmale
Äußerlich ähneln die Arten der Gattung Idunella sehr den Vertretern der Familie Gammaridae, zu denen sie auch lange Zeit gezählt wurden. Ihr Körperbau ist gestreckt und seitlich abgeflacht. Sie besitzen jedoch keine Kalkeinlagerungen in ihrem Chitinpanzer.
Die Gattung Idunella unterscheidet sich von anderen Flohkrebsen besonders durch die Ausgestaltung ihrer Mundwerkzeuge.

## Verbreitung
Die Arten der Gattung Idunella kommen weltweit nur in tropischen bis warmgemäßigten Zonen vor. Nur eine Art ist aus dem arktischen Polarkreis bekannt, in der Antarktis wurde noch keine Art entdeckt. Ihr Vorkommen reicht von den marinen Flachwasserzonen bis in Meerestiefen von 1288 m.

## Systematik

### Äußere Systematik
Idunella ist die einzige Gattung der Unterfamilie Idunellinae. Innerhalb der Familie Liljeborgiidae gibt es noch eine weitere Unterfamilie, die Liljeborgiinae, ebenfalls mit nur einer einzigen Gattung, Liljeborgia. Schon bei seiner Erstbeschreibung der Gattung Idunella im Jahr 1894 schlug Georg Ossian Sars die Vereinigung der beiden Gattungen in einer eigenen Familie vor. Das wurde aber erst 1899 durch Thomas Roscoe Stebbing mit der Aufstellung der Familie Liljeborgiidae umgesetzt.

### Innere Systematik
Die Gattung  Idunella wurde von G. O. Sars im Jahr 1894 aufgestellt und nach der nordischen Göttin Idun benannt. Typusart ist Idunella aeqvicornis, die 1877 von Sars als Lilljeborgia æqvicornis erstbeschrieben wurde.
Im Jahr 2010 wurde die Gattung Listriella mit Idunella synonymisiert. 37 Arten, die zu einem großen Teil 1991 aus Idunella ausgegliedert und zu Listriella transferiert worden waren, kehrten nun wieder in die Gattung zurück. Zuvor waren nur die Typusart Idunella aeqvicornis und Idunella pirata in Idunella verblieben. In derselben Arbeit, in der  Cédric d’Udekem d’Acoz die beiden Gattungen vereinigt hatte, errichtete er zugleich die Unterfamilie Idunellinae, in Erwartung einer Neuaufteilung der Arten in mehreren Gattungen. Es konnten aber bisher keine eindeutigen morphologischen Unterscheidungsmerkmale gefunden werden, die als Grundlage einer solchen Gliederung herangezogen werden könnten. Molekulargenetische Untersuchungen scheitern an der Tatsache, dass die Proteine der meisten zur Verfügung stehenden Exemplare durch die Präparation mittels Formalin beeinträchtigt sind.

### Arten
Stand: 1. April 2014
- Gattung Idunella
  - Idunella aeqvicornis (G. O. Sars, 1877)
  - Idunella albina (J. L. Barnard, 1959)
  - Idunella andresi (Martin, Ortiz & Atienza, 2000)
  - Idunella bahia (McKinney, 1979)
  - Idunella barnardi (Wigley, 1966)
  - Idunella bowenae (G. Karaman, 1979)
  - Idunella brevicornis (Ledoyer, 1973)
  - Idunella carinata (McKinney, 1979)
  - Idunella chilkensis (Chilton, 1921)
  - Idunella clymenellae (Mils, 1962)
  - Idunella curvidactyla (Nagata, 1965)
  - Idunella dahli (Schellenberg, 1938)
  - Idunella demersalis (Sivaprakasam, 1972)
  - Idunella dentipalma (Dauvin & Gentil, 1983)
  - Idunella diffusa (J. L. Barnard, 1959)
  - Idunella eriopisa (J. L. Barnard, 1959)
  - Idunella excavata (Krapp-Schickel, 1975)
  - Idunella goleta (J. L. Barnard, 1959)
  - Idunella janisae (Imbach, 1967)
  - Idunella kensleyi (Ortiz & Lalana, 1996)
  - Idunella lindae (Griffiths, 1974)
  - Idunella longipalma (Othman & Morino, 2006)
  - Idunella longirostris (Chevreux, 1920)
  - Idunella melanica (J. L. Barnard, 1959)
  - Idunella mollis (Myers & McGrath, 1983)
  - Idunella nagatai (G. Karaman, 1979)
  - Idunella nana (Krapp-Schickel, 1975)
  - Idunella orientalis (Hirayama, 1985)
  - Idunella pauli (Imbach, 1967)
  - Idunella picta (Norman, 1889)
  - Idunella pirata Krapp-Schickel, 1975
  - Idunella quintana (McKinney, 1979)
  - Idunella saldanha (Griffiths, 1975)
  - Idunella serra (Imbach, 1967)
  - Idunella similis (Rabindranath, 1971)
  - Idunella sinuosa (Griffiths, 1974)
  - Idunella sketi (Karaman, 1980)
  - Idunella smithi (Lazo-Wasem, 1985)
  - Idunella spinifera (Dauvin & Gentil, 1983)
  - Idunella titinga (Wakabara, Tararam, Valério-Berardi & Leite, 1988)